# Cicer floribundum
Cicer floribundum är en ärtväxtart som beskrevs av Edward Fenzl. Cicer floribundum ingår i släktet kikärter, och familjen ärtväxter. Inga underarter finns listade i Catalogue of Life.